# Elezioni presidenziali in Afghanistan del 2014
Le elezioni presidenziali in Afghanistan del 2014 si tennero il 5 aprile (primo turno) e il 14 giugno (secondo turno).
Il Presidente uscente Hamid Karzai non si ricandidò, in ragione del divieto di rielezione per più di due mandati consecutivi.
A settembre 2014 la Commissione Indipendente Elettorale pubblicò l'esito elettorale assegnando la vittoria a Ashraf Ghani.

## Risultati
| Candidati               | Partiti                            | I turno   | I turno | II turno  | II turno |
| Candidati               | Partiti                            | Voti      | %       | Voti      | %        |
| ----------------------- | ---------------------------------- | --------- | ------- | --------- | -------- |
| Ashraf Ghani Ahmadzai   | Indipendente                       | 2 084 547 | 31,56   | 4 485 888 | 56,44    |
| Abdullah Abdullah       | Coalizione Nazionale d'Afghanistan | 2 972 141 | 45,00   | 3 461 639 | 43,56    |
| Zalmai Rassoul          | Indipendente                       | 750 997   | 11,37   |           |          |
| Abdul Rasul Sayyaf      | Organizzazione Islamica daʿwah     | 465 207   | 7,04    |           |          |
| Qutbuddin Hilal         | Indipendente                       | 181 827   | 2,75    |           |          |
| Gul Agha Sherzai        | Indipendente                       | 103 636   | 1,57    |           |          |
| Mohammad Daud Sultanzoy | Indipendente                       | 30 685    | 0,46    |           |          |
| Hedayat Amin Arsala     | Indipendente                       | 15 506    | 0,23    |           |          |
| Totale                  | Totale                             | 6 604 546 | 100     | 7 947 527 | 100      |